# Jafetitas

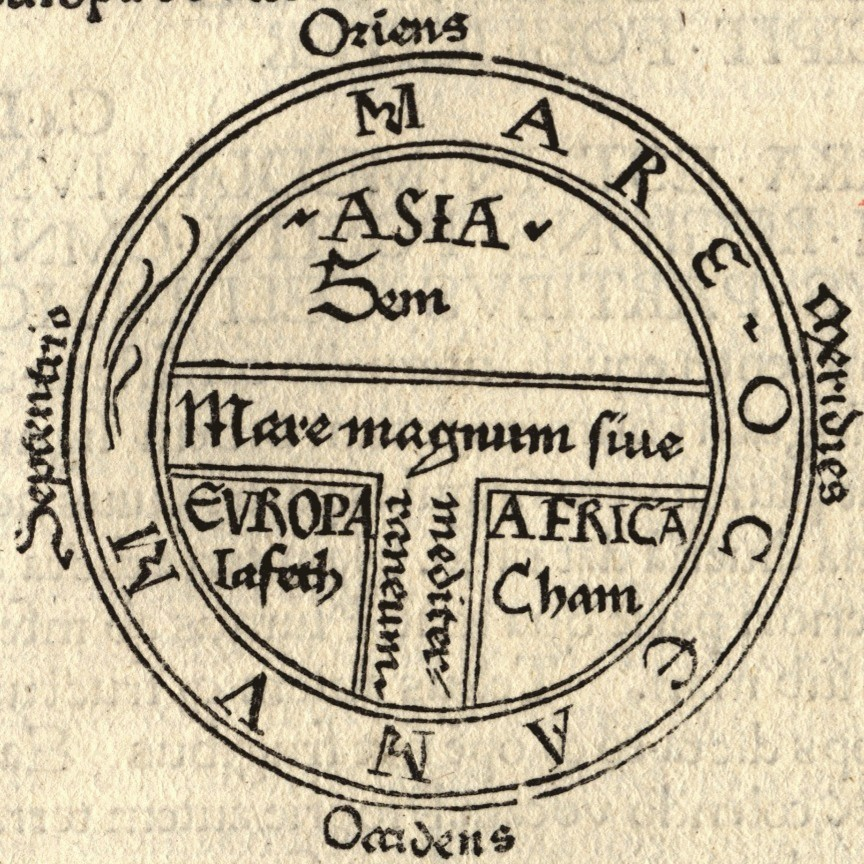
Este mapa T e O, da primeira versão impressa do Etymologiae de Santo Isidoro (Augsburgo, 1472), identifica os três continentes conhecidos (Ásia, Europa e África) como povoados respectivamente por descendentes de Sem, Jafé e Cam (semitas, jafetitas e camitas).

O termo jafetita (adjetivo jafético) refere-se aos descendentes de Jafé, um dos três filhos de Noé na Bíblia. O termo foi adotado na etnologia e linguística dos séculos XVIII ao XX, mas caiu em desuso nos dias atuais, sendo geralmente substituído pelo termo indo-europeu.
Na etnografia medieval, acreditava-se que o mundo estava dividido em três agrupamentos de grande escala, correspondentes aos três continentes clássicos: os povos semitas da Ásia, os povos camitas da África e os povos jaféticos da Europa.
O termo tem sido usado nos tempos modernos como uma designação em antropologia física, etnografia e linguística comparada. Na antropologia, era usado no sentido racial para pessoas brancas (a raça caucasiana). Na linguística, foi usado como um termo para as línguas indo-europeias. Esses usos são agora em sua maioria obsoletos. Em um sentido linguístico, apenas os povos semíticos formam uma família bem definida. O grupo indo-europeu não é mais conhecido como "jafetita", e o grupo camítico agora é reconhecido como parafilético dentro da família afro-asiática.
Entre os historiadores muçulmanos, Jafé é geralmente considerado o ancestral das tribos Gogue e Magogue e, às vezes, dos turcos, cazares e eslavos.

## Genealogia bíblica
No Gênesis, Jafé é mencionado como um dos três filhos de Noé. Os outros dois filhos de Noé, Sem e Cam, são os ancestrais epônimos dos semitas e dos camitas, respectivamente. Na Tabela Bíblica das Nações (Gênesis Genesis 10:2-5:HE), sete filhos e sete netos de Jafé são mencionados:
- Gômer
  - Asquenaz
  - Rifate
  - Togarma
- Magog
- Madai
- Javan
  - Elisá
  - Társis
  - Quitim
  - Dodanim
- Tubal
- Meseque
- Tiras

A identidade étnica pretendida desses "descendentes de Jafé" não é certa; no entanto, ao longo da história, eles foram identificados por estudiosos da Bíblia com várias nações históricas que foram consideradas descendentes de Jafé e seus filhos — uma prática que remonta pelo menos aos clássicos encontros judaico-gregos. Por exemplo, o historiador judeu-romano Flávio Josefo afirma nas Antiguidades dos Judeus, I.VI.122 (Whiston) que:
Jafé, filho de Noé, teve sete filhos: eles habitaram de tal maneira que, começando pelas montanhas Taurus e Amanus, seguiram pela Ásia, até o rio Tanais (Don), e pela Europa até Cádiz; e estabelecendo-se nas terras em que pousaram, que ninguém havia habitado antes, eles chamaram as nações por seus próprios nomes.

## Etnografia antiga e medieval

### Pseudo-Filo
Um texto antigo e relativamente obscuro conhecido como Pseudo-Filo e que se acredita ter sido originalmente escrito c. 70 d.C. contém uma genealogia expandida que é aparentemente distorcida da de Gênesis, e também diferente da muito posterior encontrada no Livro de Jasher:
- Filhos de Jafé: "Gomer, Magog e Madai, Nidiazech, Tubal, Mocteras, Cenez, Rifate e Togorma, Elisá, Dessin, Cethin, Tudante."
  - Filhos de Gomer: Thelez, Lud, Deberlet.
  - Filhos de Magog: Cesse, Thipha, Pharuta, Ammiel, Phimei, Goloza, Samanach.
  - Filhos de Duden: Sallus, Phelucta Phallita.
  - Filhos de Tubal: Phanatonova, Eteva.
  - Filhos de Tyras: Maac, Tabel, Ballana, Samplameac, Elaz.
  - Filhos de Mellech: Amboradat, Urach, Bosara.
  - Filhos de Ascenez: Jubal, Zaraddana, Anac.
  - Filhos de Heri: Phuddet, Doad, Dephadzeat, Enoc.
  - Filhos de Togorma: Abiud, Saphath, Asapli, Zepthir.
  - Filhos de Elisa: Etzaac, Zenez, Mastisa, Rira.
  - Filhos de Zepti: Macziel, Temna, Aela, Phinon.
  - Filhos de Tessis: Meccul, Loon, Zelataban.
  - Filhos de Duodennin: Itheb, Beath, Phenech.

### Escritores posteriores
Algumas das nações que vários escritores posteriores (incluindo São Jerônimo e Santo Isidoro, bem como outros relatos tradicionais) tentaram descrever como jafetitas estão listadas abaixo:
- Gomer: citas, cimérios, frígios, turcos (sem ávaros e tártaros), búlgaros, armênios (incluindo a maioria dos outros povos relacionadas no Cáucaso), galeses, pictos, povos germânicos (excluindo germânicos do norte), teutões (povos germânicos), celtas
- Magog: citas, godos, suecos, escandinavos, finlandeses, hunos, eslavos (não incluindo eslavos orientais, búlgaros e macedônios), magiares (húngaros), irlandeses, armênios (incluindo a maioria dos outros povos relacionadas no Cáucaso)
- Madai: Mitani, Manai, medos, mais amplamente persas ou mesmo seus relacionados
- Javã: jônios (gregos), tartessianos, gregos antigos
- Tubal: Tabali, circassianos, irlandeses, georgianos (incluindo a maioria dos outros povos relacionadas no Cáucaso), ilírios, itálicos (não incluindo latinos de origem etrusca), iberos, bascos
- Meseque: Eslavos orientais (incluindo russos), frígios (possivelmente), Muški, mesquécios, georgianos, armênios, ilírios, irlandeses
- Tiras: trácios, etruscos (romanos), romenos[carece de fontes?]

## Renascimento à etnografia moderna

### Livro de Jasher
O Livro de Jasher, um midrash (elaboração judaica do texto bíblico) impresso pela primeira vez em 1625, ostensivamente baseado em uma edição anterior de 1552, fornece alguns novos nomes para os netos de Jafé.
- Gomer (filhos foram Asquenaz, Rifate e Togarma)
- Magog (filhos foram Elicanafe e Lubal)
- Madai (filhos foram Achon, Zeelo, Chazoni e Lot)
- Javã (filhos foram Elisá, Társis, Quitim e Dodanim)
- Tubal (filhos foram Arifi, Kesed e Taari)
- Meseque (filhos foram Dedon, Zaron e Shebashni)
- Tiras (filhos foram Benib, Gera, Lupirion e Gilak)

## Antropologia
O termo caucasiano como um rótulo racial para os europeus deriva em parte da suposição de que a tribo de Jafé desenvolveu suas características raciais distintivas na área do Cáucaso, tendo migrado para lá do Monte Ararate antes de povoar a Europa. Na mesma linha, as histórias nacionais georgianas associaram os filhos de Jafé com certas tribos antigas da região do Cáucaso, chamadas Tubals (Tabais, Tibarenoi em grego) e Meseques (Moschoi em grego), que eles alegavam representar as antigos tribos pré-indo-europeias e não-semitas, possivelmente "proto-ibéricas", da Ásia Menor do 3.º ao 1.º milénio a.C. Esta teoria influenciou o uso do termo jafético nas teorias linguísticas de Nikolai Marr (veja abaixo).

## Linguística
O termo jafético também foi aplicado por William Jones, Rasmus Rask e outros ao que hoje é conhecido como grupo de línguas indo-europeias.
O termo foi usado em um sentido diferente pelo linguista soviético Nicholas Marr, em sua teoria jafética, que pretendia demonstrar que as línguas do Cáucaso faziam parte de um grupo de línguas pré-indo-europeu outrora difundido.